# Moszul
Moszul (arab: الموصل, kurd: الموصل) a valamikori Ninive, a hajdani Asszír Birodalom fővárosa, ma nagyváros Irak északi részén, Ninive kormányzóság székhelye. Dzsazira (vagy más néven Mezopotámia) fővárosa volt. Mai arab neve el-Mauszil (al-Mawşil).

## Lakossága
A város lakossága etnikailag kevert, kurdok, turkománok, asszírok (keresztények) és arabok lakják. Ez utóbbi népcsoport adja a lakosság nagyobb részét. Az arabok sem egységesek, mert megtalálhatók itt a moszuli arabok és a Szaddám Huszein által betelepített sivatagi arab törzsek is. Ezek a különböző csoportok egymás mellett a kölcsönös gyanakvás és állandó ellenségeskedés árnyékában élnek. A kurdok Moszul arab lakosságát a néhai Szaddámhoz hű népként tartják/tartották számon.

## Gazdasága
A környék fontos termékei közé tartozik a moszuli márvány és a kőolaj. Jelentős a kőolajfinomítás. A város hagyományosan textil- és bőrtermékekről ismert, és a környék híres muszlin anyagáról és gyümölcstermelésről. 
Már a keresztes időkben is bányásztak kőolajat környékén. Ezt gyógyászati célra, világításként, kötő- és szigetelőanyagként is hasznosították.
A város ma a Moszuli Egyetemnek és egy híres orvosi egyetemnek ad otthont, amely Irak és a Közel-Kelet egyik legnagyobb oktatási és kutatási központja volt.

## Története
Moszul története valamikor az asszír időkben kezdődött. A mai várossal szemben, a Tigris folyó bal partján feküdt Ninive, amely az i. e. XI. századtól az asszír birodalom fővárosa volt, és a folyó túlsó partján álló erőd védte a nyugat felől jövő támadások ellen.

### Ninive

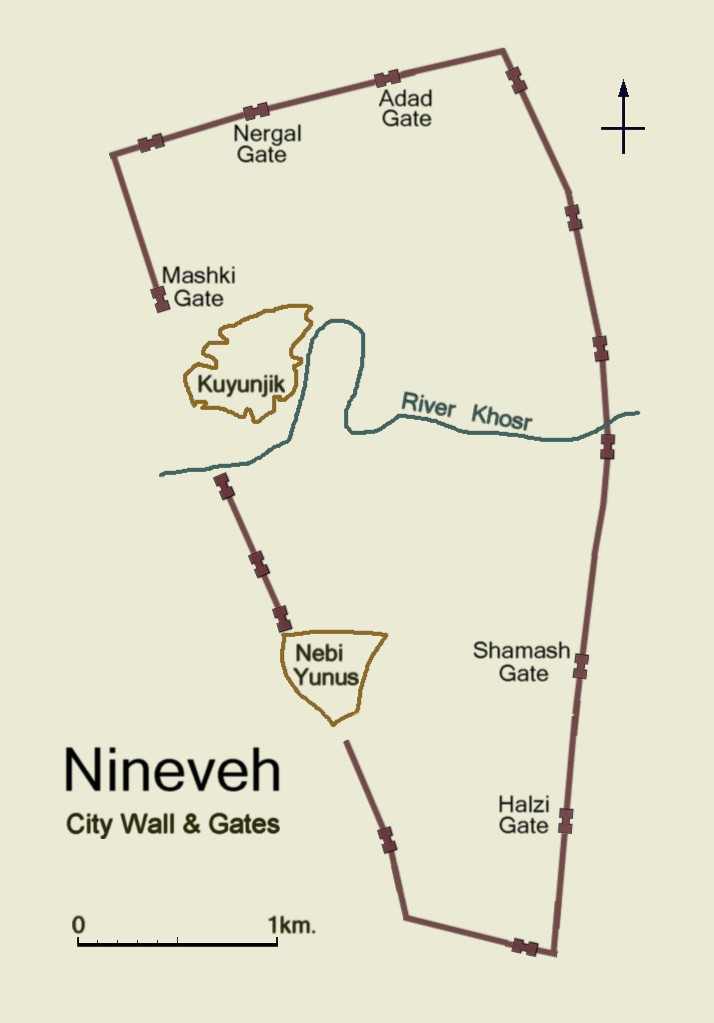
Ninive városának térképe

Moszul műholdas képe

Ninive i. e. 612-ben elpusztult, de pusztulása után sem szűnt meg teljesen az élet a hajdani fővárosban, és voltak lakói a folyó jobb partján álló várnak is, amit az itt feltárt szórványos leletek is bizonyítanak, és talán azonosítható ez azzal a várossal, melyet Xenophón Meszpila néven említett.
Moszul a keresztény hagyományok szerint nagyon hamar elfogadta az új hitet. Térítői Jézus társai voltak; Péter, Tamás és Bertalan apostolok, akik tanítványaikkal együtt jöttek ide.
A pártus királyok a keresztényekkel toleránsak voltak, a Szasszanidák uralkodása alatt viszont üldözések és békésebb időszakok váltották egymást, attól függően, hogy a király milyen viszonyban volt Rómával. A város keresztény lakóinak sorsa a későbbiekben is hasonló volt.

### Moszul
Moszulról az első feljegyzett időpont i. sz. 570 volt, mikor Isojau bar Kuszré nesztoriánus szerzetes itt egy nagy templomot és kolostort építtetett, mely valószínűleg a ma is álló Mar Isája-szentély volt. A keresztény lakosság e körül tömörült.
627-ben a település rövid ideig a rómaiak (bizánciak) kezén is volt.
Egy Ninive melletti ütközetben Hérakleiosz császár legyőzte Khoszrov perzsa uralkodót.
637-ben azonban kormányzója a hódító araboknak harc nélkül adta át a várost. Ekkor kapta a mai Moszul nevét is.

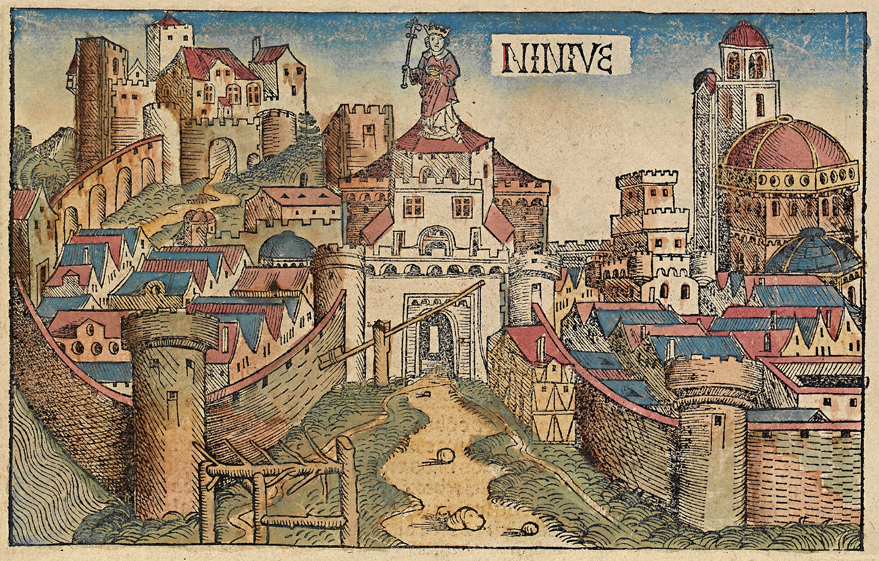
Ninive a Nürnbergi Krónikában

Az Omajjád kalifák uralkodása alatt Moszul Dzsezíra tartomány fővárosa lett és lakosainak egy része is áttért a muszlim hitre, de a keresztények is gyakorolhatták vallásukat, sőt magas hivatalokat is viselhettek,  elsősorban mint orvosok, írnokok, titkárok.
A 7. század közepén Moszul nesztoriánus püspöki székhely lett. A jakobiták is ez idő tájt kezdtek beköltözni a városba és itt templomokat építeni.
Az Abbászidák idején a keresztények és muszlimok együttélése már korántsem volt ilyen békés. Bár az első kalifákban még megvolt a jóindulat a keresztényekkel szemben, de Mutavakkil hatalomra jutása után a zsidókkal együtt megkülönböztető jelet kellett viselniük és templomaikat is lerombolták vagy dzsámivá alakították át.
A 11. század végén a várost a szeldzsuk törökök foglalták el. A  12. században a kormányzó (atabek) már csak névlegesen függött a hódítóktól, Imád ad-Dín Zangi (1127-1146) még dinasztiát is alapított. Fia Núr ad-Din részt vett a keresztes háborúkban is.
1199-ben Badr ad-Dín Lulu egykori örmény rabszolga került a miniszteri székbe, Zengi utolsó leszármazottjának halála után a szultáni címet is felvette. 60 évig uralkodott a városban. Ez az időszak Moszul fénykora volt. Virágoztak a művészetek, újjáépültek a templomok, dzsámik. Ez időből származó „atabek-stílus” jellegzetes faragványai még ma is több helyen láthatók a városban és környékén.
Badr ad-Dín Lulu idején béke volt a városban. Barátkozott a keresztesekkel is: A feljegyzések szerint Szent Lajos francia király követe 1249-ben „felemelt zászlóval” vonult be Moszulba.
1248-ban, még Bagdad elfoglalása előtt a hódító mongolokkal is szövetséget kötött. Fia Malik Iszmail (1259-1262) már nem folytatta apja politikáját. Fellázadt a mongolok ellen, akik ezután elfoglalták és kirabolták a várost.
A mongol uralkodók eleinte kedveztek a keresztényeknek, később azonban már üldözték őket. A 14. század elejére Dél-Irakból teljesen eltűnt a kereszténység, csak Moszulban és környékén maradtak meg nagyobb közösségek, de az ő sorsuk is nehezebb lett.
A középkorban élt arab geográfusok és utazók is gyakran írtak a városról dicsérő szavakat, felsorolva épületeit, a dzsámikat, és a keresztény kolostorokat. A 14. században Ibn Battúta a mongolok uralma alatt járt Moszulban, melyet így írt le:
„Mószul...igen gazdag, nagy múltú város, Púposnak, al-Hadbának nevezett szinte bevehetetlen erődítményét vastag falak veszik körül, s erődített tornyok emelkednek a magasba. A szultán lakóépületei az erődítményekhez csatlakoztak, s ezeket a várossal széles és hosszú út köti össze, amely egyébként végigfut az egész tartományon. A nagy területen fekvő Mószulban számtalan mecset, fürdő, vendégfogadó és piactér található...Itt látható a Jónás-domb is...A domb közelében heverő romokról azt tartják, hogy egykoron itt állt Jónás város, Ninive. Még látni lehet a régi városfal romjait s a városkapuk helyét...”
A 16. században és a 17. század elején a város uralmáért a perzsák és az oszmán törökök harcoltak, majd IV. Murád szultán foglalta el végleg 1638-ban.
A 18. században Mószul pasái a hagyományok szerint a keresztény ősöktől származó Dzsalili családból kerültek ki, és viszonylagos függetlenséggel kormányozták a várost, mely ez időben újra fejlődni kezdett.
Moszul csak a 19. század elején került újra a törökök ellenőrzése alá, s 1918-ig tartott itteni uralmuk.

Sykes-Picot-megállapodás (1916)

1918-tól Moszul az iraki állam része lett, majd a britek szállták meg az olajban gazdag Moszul tartományt. 1925-ben Irak alkotmányt kapott. A vitatott moszuli olajvidéket a Népszövetség Iraknak ítélte.

### 21. század
2003. április 11-én az amerikai különleges erők felügyelik Moszul városát. Ez év november 4-én amerikai kézre került Moszul.
2014 júniusában az iszlám dzsihádisták észak-iraki hadjárata során Moszul és vidéke az ISIL fegyvereseinek kezére került, akik több véres atrocitást hajtottak végre a síita és a keresztény lakosság ellen.
Az ún. "Iszlám Állam" elleni offenzíva keretében 2016. október 17-én kezdődött meg az iraki kormányerőknek és szövetségeseinek a város felszabadításáért indított ostroma. Az ostrom 2017. július 9-én, az ISIL vereségével ért véget.

## Moszul nevezetességei
- Nebi Dzsordzsisz-dzsámi - Moszul óvárosában. Valószínűleg egy középkori templom egyes részeinek felhasználásával épült. Szent György volt a védőszentje, tiszteletét a muszlim vallás is átvette. Sírját ide helyezte a hagyomány. Az épület szépen faragott díszítése a 18. századból (Dzsalili korszak) származik.
- Szír katolikus Tahira-templom. Szentélyét 1672-ben említik egy kéziratban. Jelenlegi formája a 18. században alakult ki.
- Mar Isája-templom - Ez a város legrégibb szentélye. 570-ben Mar Isojau bar Kuszré alapította kolostorával együtt. A 7. században, mikor Moszul lett a nesztoriánus püspöki székhely Ninive helyett, ez a templom lett a nesztoriánus püspök, majd a metropolita temploma, és körülötte alakult ki a középkori város.
- Imám Jahja Abu al-Kászim mauzóleuma - A 12. században Badr ad-Din Lulu építtette.
- Bas Tabija erődítmény romjai, melyek Moszul legmagasabb pontján állnak.
- Régészeti múzeum
- Omajjád-dzsámi - Moszul legrégibb iszlám imahelye.

## Ninive nevezetességei

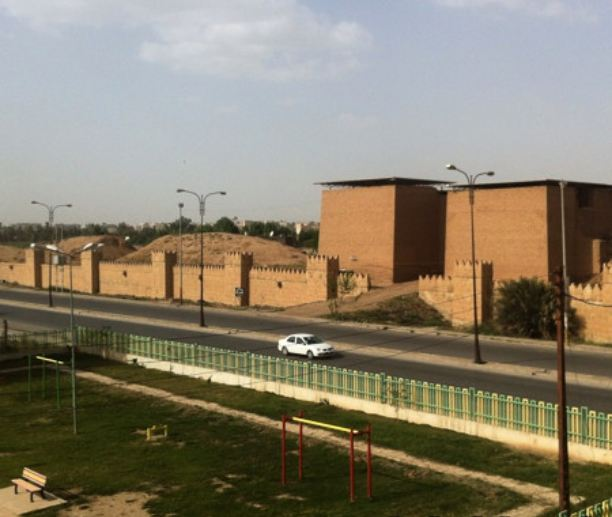
Ninive, Marsi-kapu

- Városfal - Ninive falai az újasszír korban 4,2x2,1 kilométernyi trapéz alakú területet fogtak közre. A város sarkai a négy égtáj felé mutattak. A települést a ma Khoszr-nak nevezett kis folyó szelte át, amely egykor a Tigris-folyó partján feküdt. Az asszír főváros bejáratául 15 városkapu szolgált, melyek nevüket istenekről vagy városokról nyerték., s a kapuk legtöbbjét szárnyas bikák őrizték.

A vályogtéglából épült falakat kívülről faragott kőborítás és négyszögletes tornyok erősítették, és pártázatos kialakítású falpárkánya volt. Shafaq News hírforrás jelentése szerint 2015. január 27-én éjjel az Iszlám Állam dzsihádistái - korábbi fenyegetést beváltva - felrobbantották a fal nagy részét.
- Marsi-kapu - A Tigris folyóra néző öt bejárat egyike volt. Két toronypárja, mely vályogtéglából épült, egy belső helyiséget fogott össze. Kapunyílását dongaboltozat fedte. Falát részben faragott kövekkel burkolták.
- Nergál-kapu - Két hatalmas torony között nyílik dongaboltozatos bejárata.
- Adad-kapu - Toronypárja vályogtéglából épült, mely a bejárati nyíláson kívül őrszobája is van, ahonnan lépcső vezetett a falakra.
- Samas-kapu - Ninive leghatalmasabb bástyáinak egyike volt. A kapuegyüttes tornyokból és őrszobákból állt, egyes részeit azonban sima-, és domborművel díszített márványlapokkal burkolták.
- Kujudzsik-dombon feltárt uralkodói és kultikus központ: a Marsi-kapu és a Khoszr folyócska közötti hatalmas tell, ahonnan a feltárások során több palota és templom maradványai kerültek felszínre.

- Szin-ahhé-eriba palotája (i. e. 704-681)- Az épületegyüttes az udvar köré szerveződött, melyet a legnagyobb pompával képeztek ki. Három méter magasságig színezett márvány és alabástrom domborművek, fölöttük színpompás freskók borították a falat. Arany, ezüst, értékes faanyag, színes kövek díszítették a palotát, A kapukat szárnyas bikák és oroszlánok őrizték.
A palota tróntermét és a körülötte lévő helyiségeket az iraki régészek részben rekonstruálták, védőtető alatt látható az itt található domborművek egy része.
- Assur-ban-aplu palotája (i. e. 668-631) - Az itt talált leletek legnagyobb része a British Museumba került.
- Nabu-templom
- Istár-templom

## Galéria

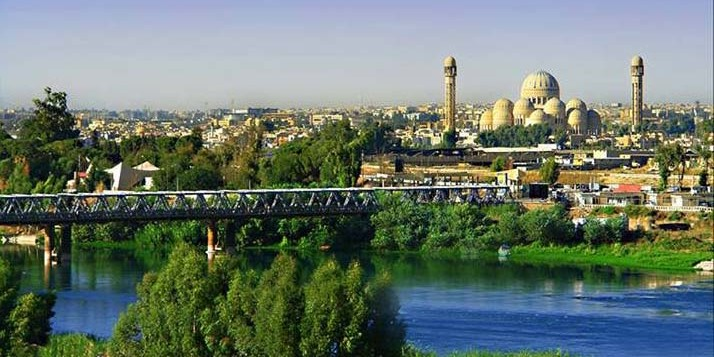
Városkép
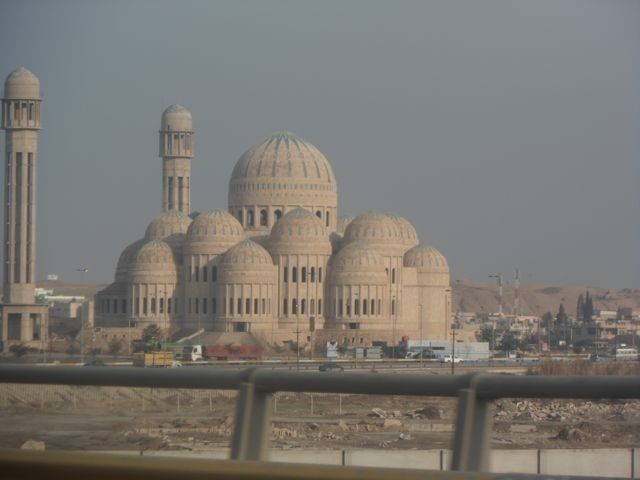
Nagy Mecset
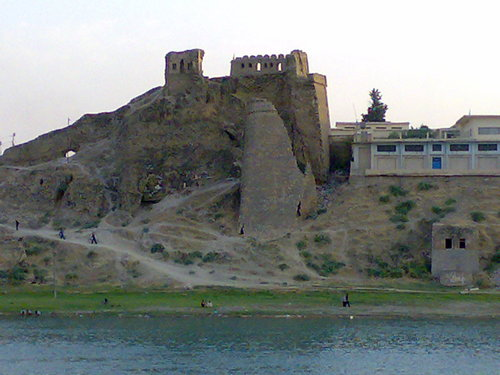
Bash Tapia palota romjai
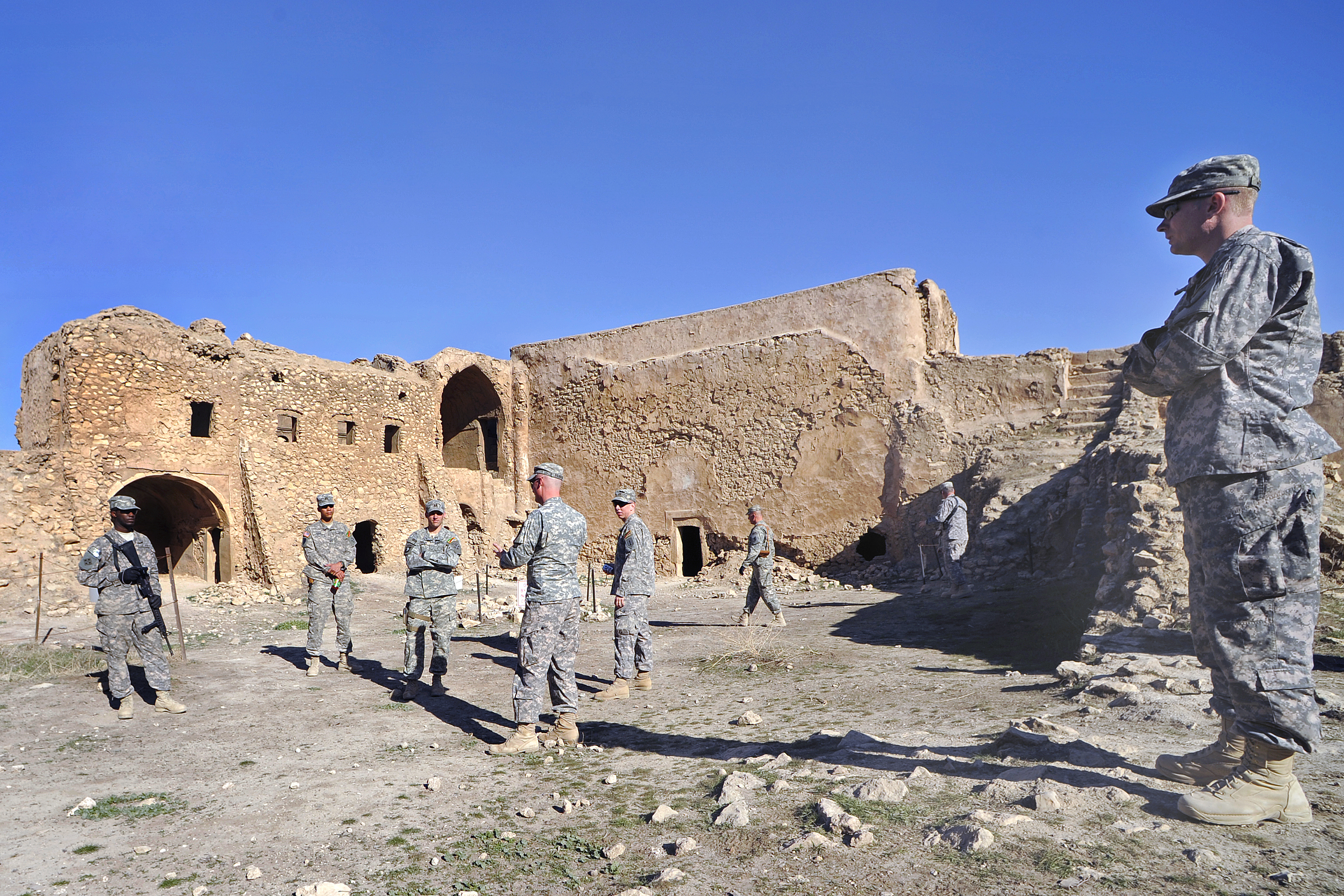
Amerikai katonák egy kolostor romjainál (2009)